# Stazione di Teruel
La stazione di Teruel (in spagnolo Estación de Teruel) è la principale stazione ferroviaria di Teruel, Spagna.